# Bohumil Matějka
Bohumil Jaroslav Matějka (11. června 1867 Litoměřice – 11. prosince 1909 Praha) byl český učitel, spisovatel, historik a muzejník.

## Život
Narodil se v Litoměřicích jako syn Jindřicha a Alžběty Matějkových. Po studiu na gymnáziu v Litoměřicích pokračoval v letech 1886 -1893 studiem na Filozofické fakultě Univerzity Karlovy v Praze, kde byl také promován doktorem filozofie a dějin umění. Roku 1897 se oženil s Helenou, rozenou Schulhofovou, s níž měl jediného syna Jaroslava (1901). Jeho kariéru a život předčasně ukončila duševní choroba, pro kterou byl v posledních letech hospitalizován.

## Kariéra
Věnoval se studiu dějin umění, v roce 1891 byl tajemníkem uměleckého oddělení na Jubilejní výstavě v Praze v roce 1891, vykonal několik studijních cest do Itálie, Francie a Německa.
Patřil k badatelům v oboru nemovitých i movitých památek a k dobrým organizátorům. Tak se stal dobrovolným konzervátorem a posléze kustodem archeologické a historické sbírky Národního muzea, v této funkci ho roku 1892 vystřídal Jan Koula. Dále byl tajemníkem c.k. Umělecké průmyslové školy v Praze, docentem dějin umění na Akademii výtvarných umění a na České technice (od roku 1900). Roku 1904 byl jmenován mimořádným profesorem dějin umění na Karlově univerzitě. Je autorem řady odborných publikací a mnoho článků, které publikoval v periodickém tisku. Pro Ottův slovník naučný zpracoval řadu hesel. Některé jeho práce byly vydány v němčině.

## Literární dílo
- Miniatury z doby románské (1890)
- Přestavba a výzdoba chrámu sv.Tomáše na Menším městě Pražském  (1896)
- České pavezy (1902)
- Zbytky románského chrámu na Vyšehradě (1903)

V rámci edice Soupis památek historických a uměleckých v království Českém provedl soupisy okresů:
- Lounsko, vydáno 1897 dostupné on-line Archivováno 4. 3. 2016 na Wayback Machine.
- Roudnicko I., vydáno 1898 dostupné on-line Archivováno 9. 3. 2016 na Wayback Machine.
- Roudnicko II. (s Maxem Dvořákem), vydáno 1907 dostupné onlineArchivováno 27. 11. 2014 na Wayback Machine.
- Litomyšlsko (s Josefem Štěpánkem a Zdeňkem Wirthem), vydáno 1908 dostupné on-line Archivováno 27. 11. 2014 na Wayback Machine.